# Elke Karsten
Elke Karsten (Quilmes, 15 de mayo de 1995) es una jugadora argentina de handball que forma parte de la Selección nacional. Actualmente juega para el club Balonmano Bera Bera. Representó a su país en los Juegos Panamericanos de Toronto 2015 que clasificó por primera vez a la Selección a los Juegos Olímpicos. 
Su familia es de origen alemán y suizo.

## Trayectoria
En la temporada 2015-2016, fichó en el mercado invernal por el Málaga Costa del Sol de la División de honor española proveniente del Club Alemán de Quilmes. Solo estuvo una temporada en Málaga ya que en la temporada 2017 se mudó a Donostia al fichar por el Bera Bera. En el conjunto malagueño tuvo una lesión de cruzado. 
Tras dos temporadas en el equipo guipuzcoano se marcha a Hungría fichada por el Debreceni VSC y, en 2021, se establece en Noruega para representar a Molde HK.
En 2022 vuelve a España para jugar de nuevo en el Bera Bera tras un paso frustrado por la liga francesa con el Bourg-de-Péage Drome, que arrastraba una gran deuda y provocó la salida de sus jugadoras. 

### Clubes
| Temporadas | Club                   | Competición       |
| ---------- | ---------------------- | ----------------- |
| 2002–15    | Club Alemán de Quilmes | Fe.Me.Bal         |
| 2015–17    | Málaga Costa del Sol   | División de Honor |
| 2017–19    | Súper Amara Bera Bera  | División de Honor |
| 2019–21    | Debreceni VSC          | Liga de Hungría   |
| 2021–22    | Molde HK               | Liga de Noruega   |
| 2022       | Bourg-de-Péage Drome   | Liga de Francia   |
| 2022–      | Súper Amara Bera Bera  | División de Honor |

#### Datos(a fecha de septiembre de 2023):[7]
|          | Liga | Copa | EHF | Total |
| -------- | ---- | ---- | --- | ----- |
| Partidos | 17   | 3    | 25  | 45    |
| Goles    | 42   | 9    | 99  | 150   |

## Palmarés

### Clubes
- 3 x Liga Guerreras Iberdrola  España (2017–18, 2023–24, 2024-25)[8]
- 2 x Supercopa de España  España (2019, 2022)
- 3 x Copa de la Reina  España (2023, 2024, 2025)
- 2 x Supercopa Ibérica (2023, 2024)

### Selección nacional
- 3 x Medalla de Plata en los Juegos Panamericanos (2015, 2019, 2023)[9]

## Premios
- Olimpia de Plata (2024)[10]